# AVN奖
AVN奖（英文：AVN Awards）是美國「成人影帶新聞」雜誌所舉辦的電影獎項，该荣誉授予美国成人影业中创作和营销诸领域的杰出者。更被譽為是成人奥斯卡。
AVN是美国的一份成人影像產業商貿雜誌。它發起並主辦了這項年度大獎，以表揚傑出的美國色情電影製作與行銷產業中的傑出表現，有將近100個獎項，其中很多項目與其他類型電影的獎項很像，也有項目是只有色情電影才有的。
1984年2月首次舉辦。自1986年起，還包含同性成人影像大奖（GayVN Awards），但奖项门类的大规模增加产生了不易处理的情况，1999年AVN开始单独举办同性成人影像奖（GayVN Awards）——也是一个同性成人影像年度大奖。另外，如好萊塢一樣設有名人堂。
1998年，已故知名作家、麦克阿瑟研究员David Foster Wallace因电影杂志Premiere获得此奖。
从2008年，Showtime电视台专门为它安排为时90分钟的典礼广播时间。

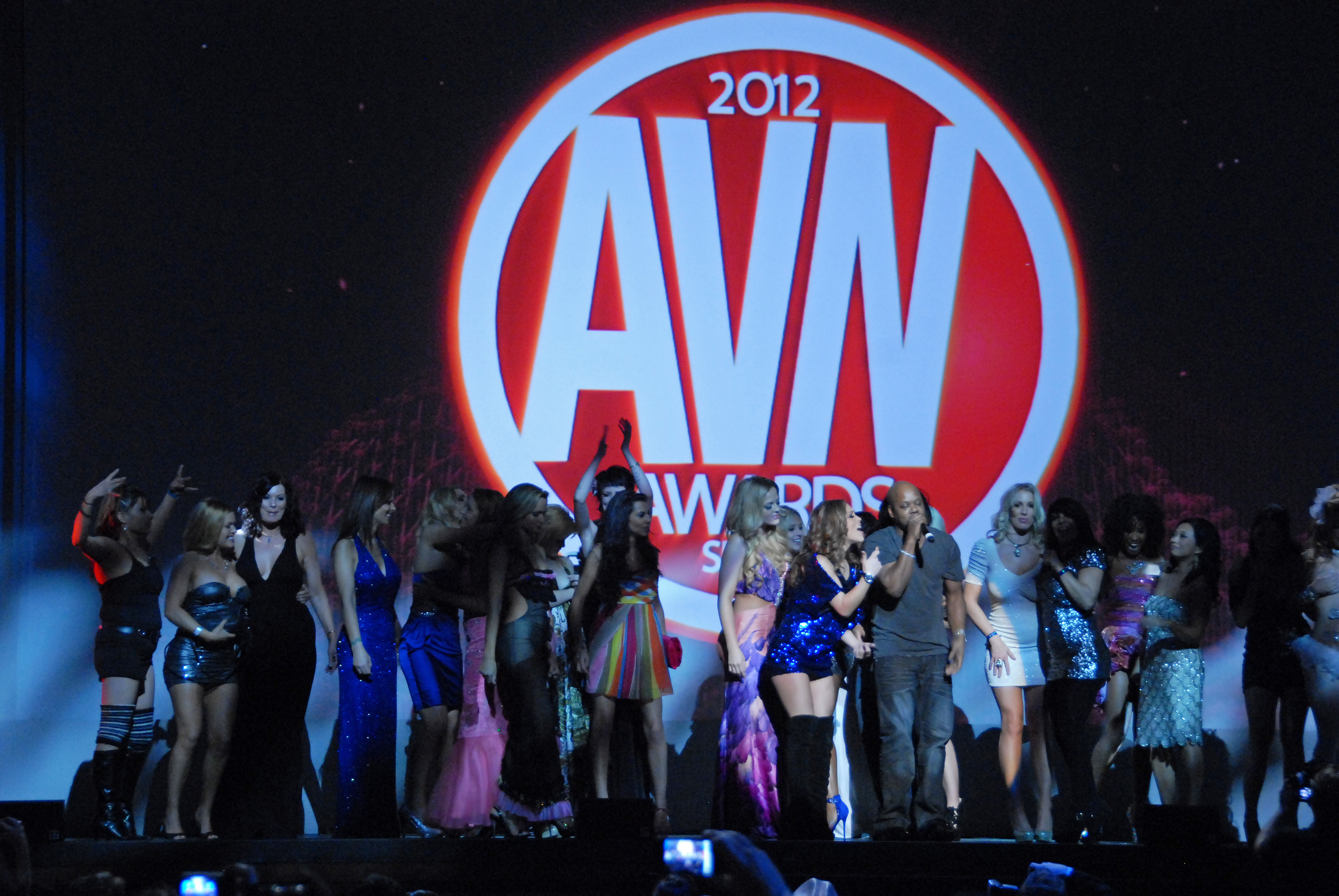
2012年成人影帶新聞獎

## 得獎名單

### 2005年 - 2009年
|                                                         | 2005 | 2006                                                        | 2007                                                               | 2008                                                                                               | 2009 |
| 最佳新人                                                | 賽希莉亞 (色情演員)                                                                                                   | 麥肯齊·李                                                   | 娜歐蜜 (色情演員)                                                  | 布莉·歐森                                                                                          | 史托雅                                                                                                   |
| 年度女表演者                                            | 蘿倫·菲尼克斯 | 奧黛麗·霍蘭德                                               | 希拉蕊·史考特                                                      | 莎夏·葛蕾                                                                                          | 珍娜·荷茲                                                                                                |
| 年度男表演者                                            | 曼紐爾·費拉拉 | 曼紐爾·費拉拉                                               | 湯米·岡恩                                                          | 伊凡·史東                                                                                          | 詹姆斯·迪恩                                                                                              |
| 最佳男新人 （Best Male Newcomer）                       | 湯米·岡恩 | 史考特·尼爾                                                 | 湯米·皮斯托                                                        | 艾倫·史塔福                                                                                        | 安東尼·羅沙諾                                                                                            |
| 年度無名女星 （Unsung Starlet of the Year）             | |                                                             | 米卡·唐                                                            | 吉安娜·麥可斯                                                                                      | 安珀·芮恩                                                                                                |
| 最佳女主角 (影片) （Best Actress）                      | 珍娜·詹姆森 -《The Masseuse》                                                                                         | 莎凡娜·山姆森-《The New Devil in Miss Jones》               | 潔西卡·德雷克（Jessica Drake）-《Manhunters》                      | 佩妮·佛雷姆-《Layout》                                                                             | |
| 最佳女主角 (錄影帶)                                     | 潔西卡·德雷克 -《Fluff and Fold》                                                                                     | 潔琳·琳德穆德-《加勒比女海盜》                              | 希拉蕊·史考特 -《Corruption》                                      | 伊娃·安吉麗娜 -《Upload》                                                                          | 潔西卡·德雷克 -《Fallen》                                                                                |
| 最佳男主角 (影片) （Best Actor）                        | 賈斯汀·史特林-《The Masseuse》                                                                                        | 蘭迪·斯皮爾斯-《Eternity》                                  | 蘭迪·斯皮爾斯 -《Manhunters》                                      | 湯姆·拜倫 -《Layout》                                                                              | |
| 最佳男主角 (錄影帶)                                     | 巴雷特·布雷德 -《Loaded》                                                                                             | 伊凡·史東 -《加勒比女海盜》                                 | 伊凡·史東 -《Sex Pix》                                             | 布萊德·阿姆斯壯 -《Coming Home》                                                                   | 伊凡·史東 -《Pirates II: Stagnetti's Revenge》                                                           |
| 最佳女配角 (影片) （Best Supporting Actress）           | 蕾絲莉·藍 -《Bare Stage》                                                                                             | 珍娜·詹姆森 -《The New Devil in Miss Jones》                | 克絲汀·普萊斯 -《Manhunters》                                      | 凱莉·愛爾蘭 -《Layout》                                                                            | |
| 最佳女配角 (錄影帶)                                     | 艾希莉·布魯-《Adore》                                                                                                 | 史多美·丹尼爾 -《Camp Cuddly Pines Powertool Massacre》     | 卡楚米 -《Fashionistas Safado: The Challenge》                     | 希拉蕊·史考特 -《Upload》                                                                          | 貝拉多娜-《加勒比女海盗2：斯塔涅蒂的報復》                                                               |
| 最佳男配角 (影片) （Best Supporting Actor）             | 洛德·方塔納-《The 8th Sin》                                                                                           | 蘭迪·斯皮爾斯 -《Dark Side》                                | 科特·拉克伍德-《To Die For》                                       | 蘭迪·斯皮爾斯 -《Flasher》                                                                         | |
| 最佳男配角 (錄影帶)                                     | 蘭迪·斯皮爾斯 -《Fluff and Fold》                                                                                     | 湯米·岡恩 -《加勒比女海盜》                                 | 曼紐爾·費拉拉 -《She Bangs》                                       | 巴雷特·布雷德 -《Coming Home》                                                                     | 班·英格利許 -《加勒比女海盗2：斯塔涅蒂的報復》                                                           |
| 最佳導演 (影片) （Best Director）                       | 保羅·湯瑪斯 (色情演員) -《The Masseuse》                                                                              | 保羅·湯瑪斯 (色情演員) -《The New Devil in Miss Jones》     | 布萊德·阿姆斯壯 -《Manhunters》                                    | 保羅·湯瑪斯 (色情演員) -《Layout》                                                                 | Joone -《加勒比女海盗2：斯塔涅蒂的報復》                                                                 |
| 最佳導演 (錄影帶)                                       | 大衛·史丹利 -《Pretty Girl》                                                                                          | 約恩 (導演) -《加勒比女海盜》                               | 艾利·克羅斯 (導演) -《Corruption》                                 | 約翰·史塔利諾 -《Fashionistas Safado: Berlin》                                                     | |
| 最佳導演 - 外國作品 （Best Director - Foreign Release） | 納爾奇斯·博世 -《Hot Rats》                                                                                           | 洛可·希佛帝 -《Who Fucked Rocco?》                          | 皮埃爾·伍德曼 -《Sex City》                                        | 亞歷山德羅·德瑪 -《Dangerous Sex》                                                                 | |
| 最佳全女性性愛場景 (影片) （Best All-Girl Sex Scene）   | 《The Masseuse》- 珍娜·詹姆森、莎凡娜·山姆森                                                                          | 《The New Devil in Miss Jones》- 珍娜·詹姆森、莎凡娜·山姆森 | 《FUCK》- 克拉拉·基、費莉西亞 (色情演員)、潔西卡·德雷克、卡楚米    | 《Sex & Violins》- 費絲·里昂、莫妮克·亞歷山大、史蒂芬妮·摩根                                       | |
| 最佳全女性性愛場景 (錄影帶)                             | 《The Violation of Audrey Hollander》- 艾希莉·布魯、奧黛麗·霍蘭德、布拉迪(Brodi)、吉亞·帕洛瑪、凱莉·克萊恩、泰拉·溫恩 | 《加勒比女海盜》- 潔琳·琳德穆德、潔西·珍                    | 《Island Fever 4》- 亞娜·科娃、潔西·珍、蘇菲亞·聖提、提根·普雷斯利 | 《Babysitters》- 亞莉特克拉·布魯（Alektra Blue）、安吉·薩維奇、蕾克西·泰勒、珊米·羅茲、蘇菲亞·聖提 | |
| 最驚人性愛場景 (錄影帶) （Best Outrageous Sex Scene）   | 《Misty Beethoven: The Musical》 – 克蘿伊 (色情演員)、艾娃·文森、蘭迪·斯皮爾斯                                        | 《Re-Penetrator》 – 喬安娜·安琪                             | 《Girlvert 11》 – 安柏·偉德、 史蒂夫·法蘭奇、艾希莉·布魯           | 《Ass Blasting Felching Anal Whores》 – 辛蒂·克勞馥、里克·馬修、奧黛麗·霍蘭德                      | 《Night of the Giving Head》- 妮奇·羅茲、安倫·史塔福、克里斯·強森、克萊兒·丹姆斯、傑克·維加斯、莎曼莎·辛 |
| 最佳攝影 （Best Cinematography）                        | 《Flirts》 - 安德魯·布萊克                                                                                            | 《The New Devil in Miss Jones》 - 瑞爾普·巴菲               | 《FUCK》 - 弗朗索瓦·克勞索                                         | 《Fashion Underground》                                                                            | 《Paid Companions》                                                                                      |
| 最佳全性愛影片 （Best All-Sex Series）                  | 《Stuntgirl》 |                                                             |                                                                    | | |
| 最佳全性愛錄影帶 （Best All-Sex Video）                 | | 《Squealer》                                                | 《TIE: Blacklight Beauties & Neu Wave Hookers》                    | | 《Alexis Texas is Buttwoman》                                                                            |
| 最佳全女性作品                                          | 《The Connasseur》 | 《Belladonna's Fucking Girls》                              | 《Belladonna: No Warning》                                         | 《Girlvana 3》                                                                                     | 《Girlvana 4》                                                                                           |
| 年度最熱門出租影片 （Best Renting Title of the Year）   | 《1 Night in Paris》                                                                                                  | 《The Masseuse》                                            | 《加勒比女海盜》                                                   | 《Debbie Does Dallas...Again》                                                                     | 《Cheerleaders》                                                                                         |
| 年度最暢銷影片 （Best Selling Title of the Year）       | 《芭黎絲的1夜》 | 《中国一夜》                                                | 《加勒比女海盜》                                                   | 《加勒比女海盜》                                                                                   | 《Cheerleaders》                                                                                         |

^1  The category, introduced in 2007, was first called "Underrated Starlet of the Year (Unrecognized Excellence). It has since been renamed to "Unsung Starlet of the Year."

### 2010年 - 2014年
|                             | 2010                                                                      | 2011 | 2012                                                                         | 2013                                                                   | 2014                                                   |
| 最佳新人                    | 卡格妮·琳恩·卡特                                                          | 格雷西·格蘭姆 | 布魯克林·李                                                                  | 雷米·拉克魯瓦                                                          | 米亞·楓·卡麥隆                                         |
| 年度女表演者                | 托莉·布萊克                                                               | 托莉·布萊克 | 芭比·史塔                                                                    | 阿薩·阿基拉                                                            | 邦妮·蘿登                                              |
| 年度男表演者                | 曼紐爾·費拉拉                                                             | 伊凡·史東 | 曼紐爾·費拉拉                                                                | 詹姆斯·迪恩                                                            | 曼紐爾·費拉拉                                          |
| 最佳男新人                  | 丹恩·克羅斯                                                               | 塞斯·甘布爾 | 澤安德·寇菲斯                                                                | 洛根·皮爾斯                                                            | 艾克·迪索                                              |
| 年度無名女星1               | 蕭娜·莉內                                                                 | Charley Chase | Bridgette B.                                                                 | Brandy Aniston                                                         |                                                        |
| 最佳女主角 (影片)           | 金百莉·凱恩 -《The Sex Files: A Dark XXX Parody》                         | 安迪·聖迪瑪斯 - 《This Ain't Glee XXX》 India Summer - 《An Open Invitation: A Real Swinger’s Party in San Francisco》 | 潔西·安德絲 -《Portrait of a Call Girl》                                     | 麗莉·卡特 -《Wasteland》                                               | 雷米·拉克魯瓦 -《The Temptation of Eve》               |
| 最佳女主角 (錄影帶)         |                                                                           | |                                                                              |                                                                        |                                                        |
| 最佳男主角 (影片)           | 艾瑞克·史威斯 - 《Not Married With Children XXX》                         | 湯姆·拜倫 - 《The Big Lebowski: A XXX Parody》                                                                         | 戴爾·達伯 - 《Elvis XXX: A Porn Parody》                                     | 史蒂芬·聖克羅伊 - 《Torn》                                             | 湯米·匹斯托 - 《Evil Head》                            |
| 最佳男主角 (錄影帶)         |                                                                           | |                                                                              |                                                                        |                                                        |
| 最佳女配角 (影片)           | 佩妮·佛雷姆 - 《Throat: A Cautionary Tale》                               | 萊克茜·貝爾 - 《Batman XXX: A Porn Parody》                                                                            | 潔西·珍 - 《Fighters》                                                       | 卡普里·安德森 - 《Pee-Wee’s XXX Adventure: A Porn Parody》             | 白蘭地·安妮斯頓 - 《Not The Wizard of Oz XXX》         |
| 最佳女配角 (錄影帶)         |                                                                           | |                                                                              |                                                                        |                                                        |
| 最佳男配角 (影片)           | 湯姆·拜倫 - 《Throat: A Cautionary Tale》                                 | 伊凡·史東 - 《蝙蝠俠 XXX：色情版》                                                                                     | 澤安德·寇菲斯 - 《Star Trek: The Next Generation - A XXX Parody》            | 湯姆·拜倫 - 《星際大戰 XXX：色情版》                                   | 澤安德·寇菲斯 - 《Underworld》                         |
| 最佳男配角 (錄影帶)         |                                                                           | |                                                                              |                                                                        |                                                        |
| 最佳導演 (影片)             | 大衛·阿倫·克拉克 - 《Pure》                                               | 布萊德·阿姆斯壯 - 《Speed》                                                                                            | 阿克塞爾·布勞恩                                                              | 格拉漢姆·特拉維斯 - 《Wasteland》                                      | 布萊德·阿姆斯壯 - 《Underworld》                       |
| 最佳導演 (錄影帶)           |                                                                           | |                                                                              |                                                                        |                                                        |
| 最佳導演 - 外國作品         | Paul Chaplin - 《Black Beauty: Escape to Eden》                           | | Ettore Buchi - 《Mission Asspossible》                                       |                                                                        |                                                        |
| 最佳全女性性愛場景 (影片)   | 《Deviance》 - 伊娃·安吉麗娜、媞格·普萊斯利、珊妮·粱妮、亞歷克西·德克薩斯 | 《Body Heat》 - 凱登·克羅斯、潔西·珍、雷麗·斯蒂爾、卡楚米、瑞芬·亞歷克西斯                                             |                                                                              | 《Brooklyn Lee: Nymphomaniac》 - 布魯克林·李、露絲·梅迪納、薩曼莎·賓利 | 《Meow! 3》 - 格雷西·格南、米亞·楓·卡麥隆、雷文·蘿克特 |
| 最佳全女性性愛場景 (錄影帶) |                                                                           | |                                                                              |                                                                        |                                                        |
| 最驚人性愛場景 (錄影帶)     | 《Belladonna: No Warning 4》 - 芭比·史塔                                  | |                                                                              |                                                                        |                                                        |
| 最佳攝影                    | 《The 8th Day》 - Monmarquis、David Lord、Ren Savant                      | 《Dark Night Parody》 - Fliktor、Butch、BatfXXX                                                                        | 《蜘蛛人 XXX：色情版》 - 阿克塞爾·布勞恩、{link-en\|艾莉·克勞斯\|Eli Cross}} | 《Wasteland》 - Alex Ladd、Carlos D.、Mason                            | 《Underworld》 - Francois Clousot                      |
| 最佳全性愛影片              | 《Addicted》                                                              | 《Don’t Make Me Beg》                                                                                                  |                                                                              |                                                                        |                                                        |
| 最佳全性愛錄影帶            | 《Evalutionary》                                                          | | 《Asa Akira Is Insatiable 2》                                                | 《Oil Overload 7》                                                     | 《Slutty and Sluttier 18》                             |
| 最佳全女性作品              |                                                                           | |                                                                              |                                                                        |                                                        |
| 年度最熱門出租影片          | 《加勒比女海盜2：斯塔涅蒂的報復》                                         | 《蝙蝠俠 XXX：色情版》                                                                                                 | 《Top Guns》                                                                 |                                                                        |                                                        |
| 年度最暢銷影片              | 《加勒比女海盜2：斯塔涅蒂的報復》                                         | |                                                                              |                                                                        |                                                        |

## 外部連結
- AVN Awards（页面存档备份，存于）